# Артемізія Джентілескі
Артемізія Джентілескі (італ. Artemisia Gentileschi; 8 липня 1593 — 1652 або 1653) — італійська художниця епохи бароко.

## Життєпис
Народилася у 1593 році в Римі. Була донькою живописця Ораціо Джентілескі школи Караваджо. Мати, Пруденція Монтоне, померла, коли Артемізії було 12 років. У 1612 році вона була розбещена флорентійським художником Агостіно Тассі, що працював разом з її батьком та водночас був вчителем Артемізії. Після 7-місячного судового розгляду, принизливого і болісного для Артемізії, Тассі було визнано винним, засуджений до року в'язниці.
Вийшовши заміж за флорентійського художника П'єтро Антоніо Стіаттесі у 1612 році, художниця 1614 року переїхала до Флоренції. Працювала під покровительством Козімо II Медічі. Тут затоваришувала з Галілео Галілеєм.
У 1621 році працювала в Генуї, потім повернулася до Риму, де творила до 1627 року. В цей час вона намагалася влаштувати доньок на курси живопису.
У 1627 році перебралася до Венеції, де познайомилася з Антонісом ван Дейком і Софонісбою Ангішолі. У 1630 році опиняється у Неаполі. В неаполітанський період художниця вперше отримала замовлення на фресковий розпис церкви  у містечку Поццуолі під Неаполем.
У 1638—1641 роках жила і працювала в Лондоні разом з батьком під покровительством короля Карла I. Потім Артемізія повернулася в Неаполь, де і жила до самої смерті.

## Творчість
Артемізія Джентілескі стала першою жінкою, обраною у члени Академії живописного мистецтва у Флоренції — першої художньої Академії Європи.
Першою картиною Артемізії була «Сусанна й старці», що була намальована у 1610 році. Переживання художниці знайшли вираз в її найбільш відомій роботі «Юдита вбиває Олоферна» (1611—1612 роки). До цього сюжету вона поверталася кілька разів, інші повторювані сюжети картин Джентілескі — Лукреція, Клеопатра, цариця Савська, тобто уславлені жінки минувшини.

## У літературі
Роман про Артемізію був написаний в 1944—1947 роках італійською письменницею Анною Банті, в остаточній версії він набув форми щоденника, мав великий успіх, перекладений на кілька мов. Потім біографія Артемізії лягла в основу драми американської письменниці Венді Вассерштайн «Хроніки Хейді» (1988 рік) і п'єси «Життя без підказки» канадської письменниці Саллі Кларк (поставлена у 1988, 1989, 1990, 1991 роках).
У 1997 фільм «Артемізія» було знято французьким кінорежисером Аньєсом Мерле. У 1998 році роман про художницю написала французька письменниця Олександра Лапьер. У 2002 році став міжнародним бестселером роман американської письменниці Сьюзен Вріленд «Пристрасті за Артемізією», який було перкладено на 20 мов.

## Галерея

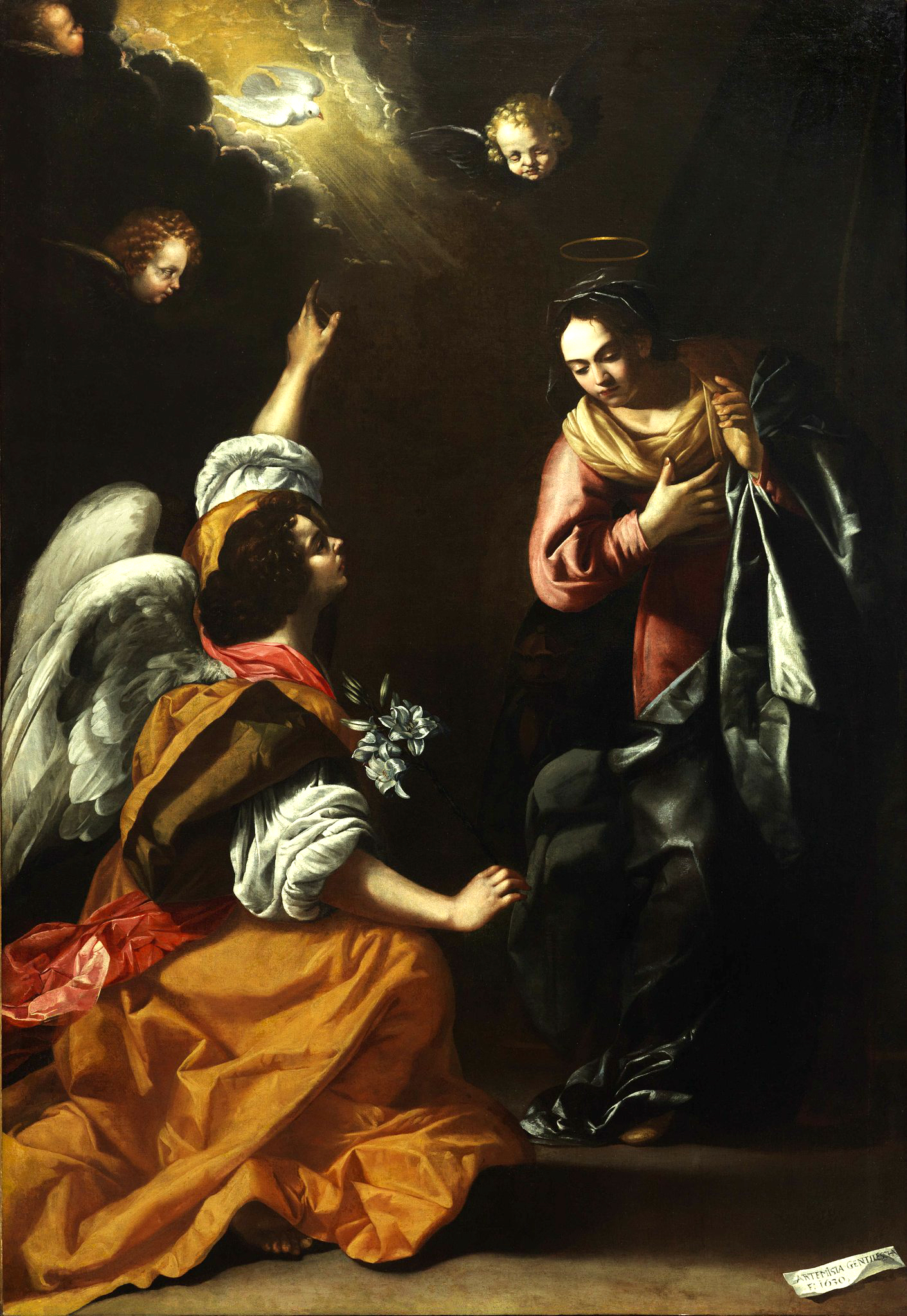
Благовіщення
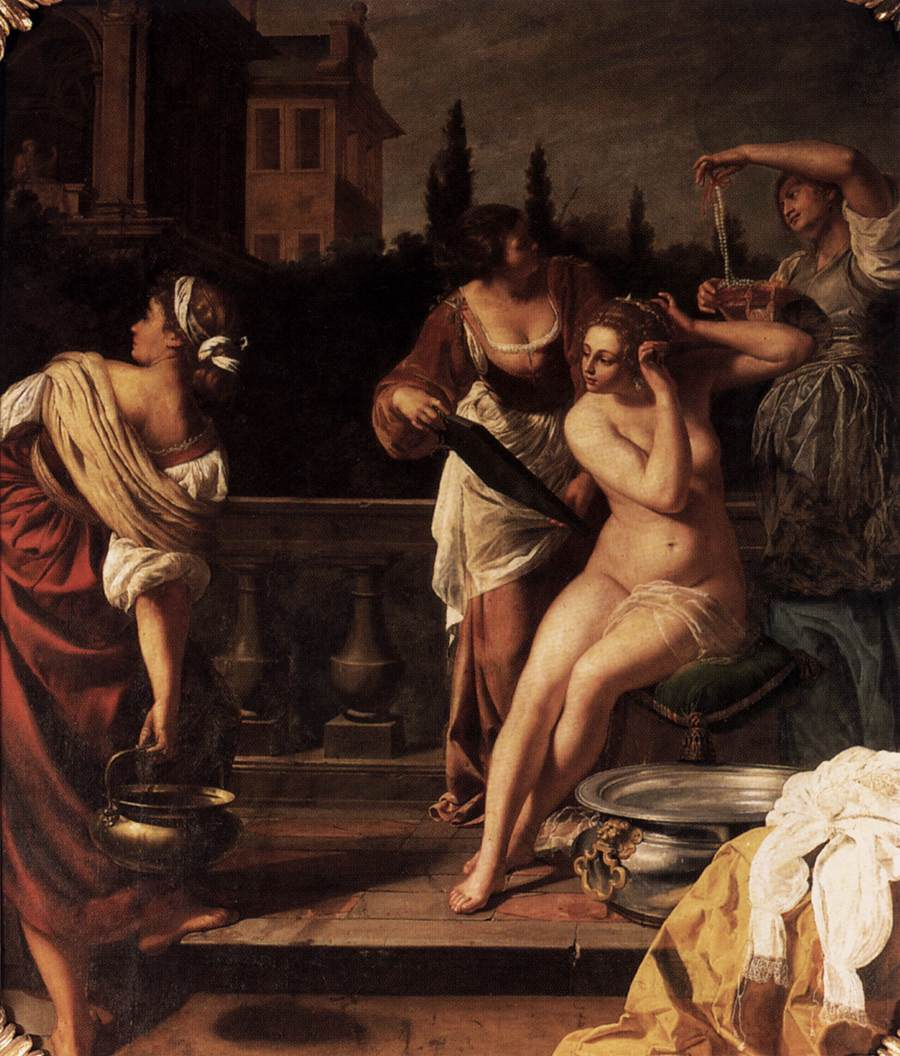
Вірсавія
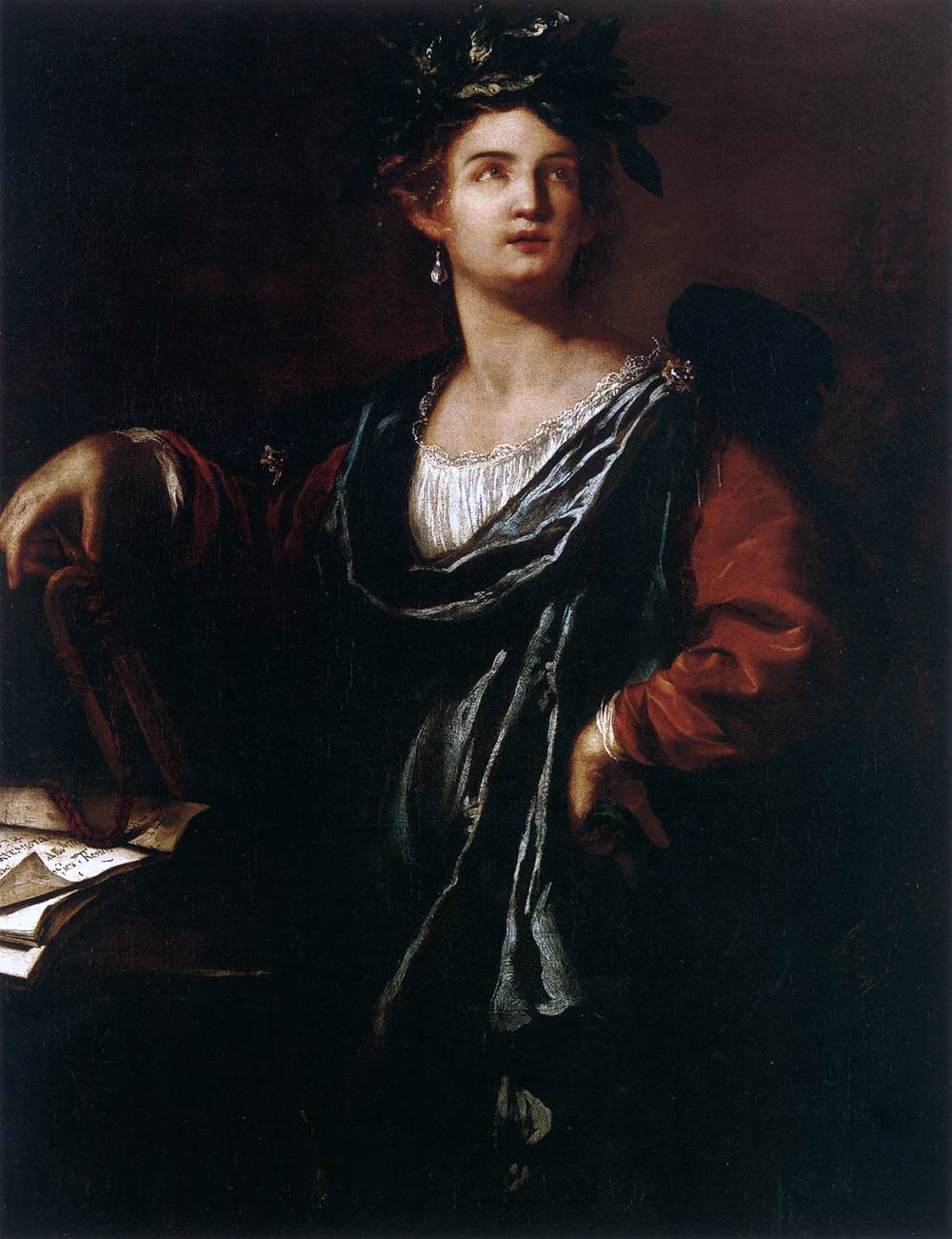
Кліо, муза історії
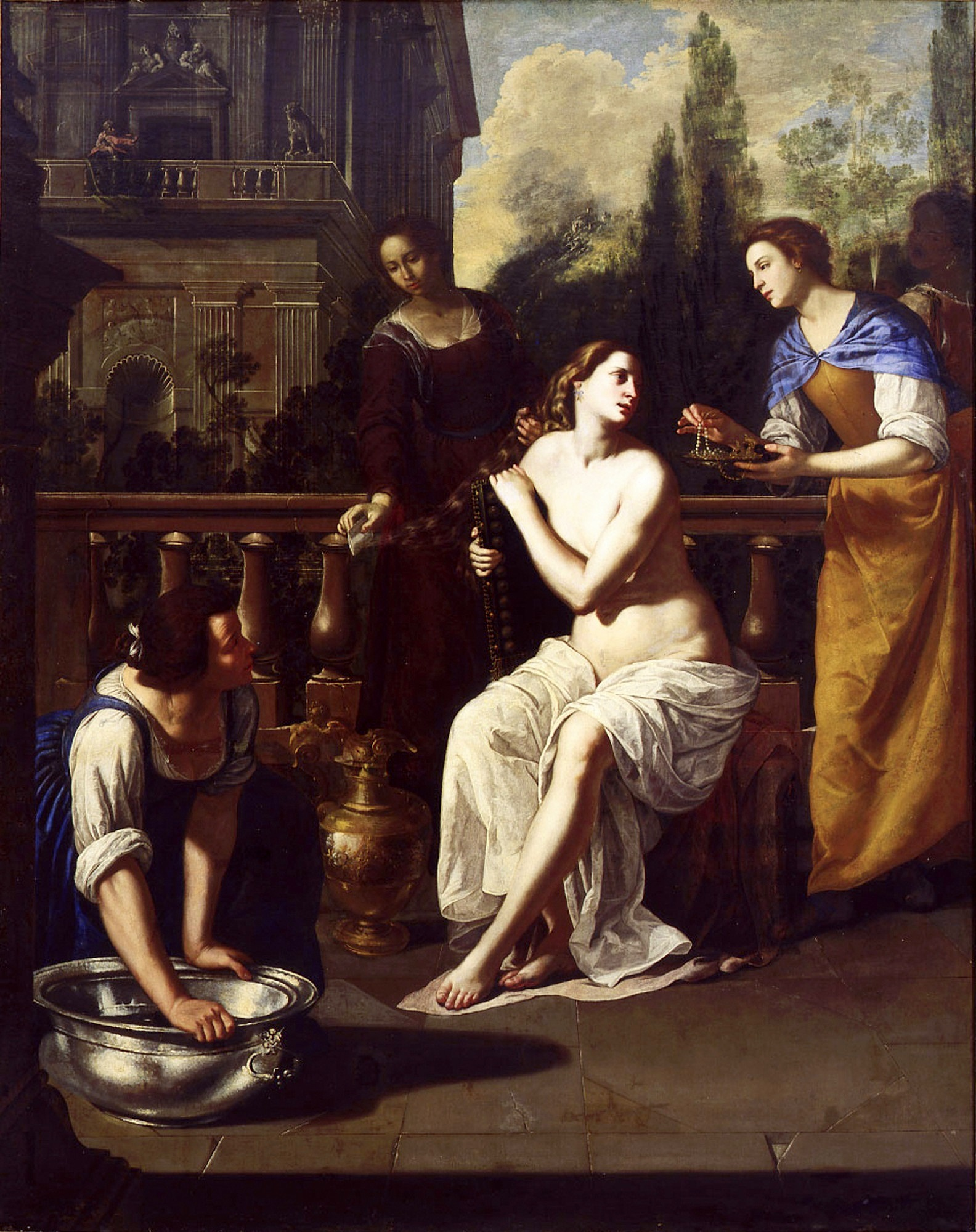
Давид і Вірсавія
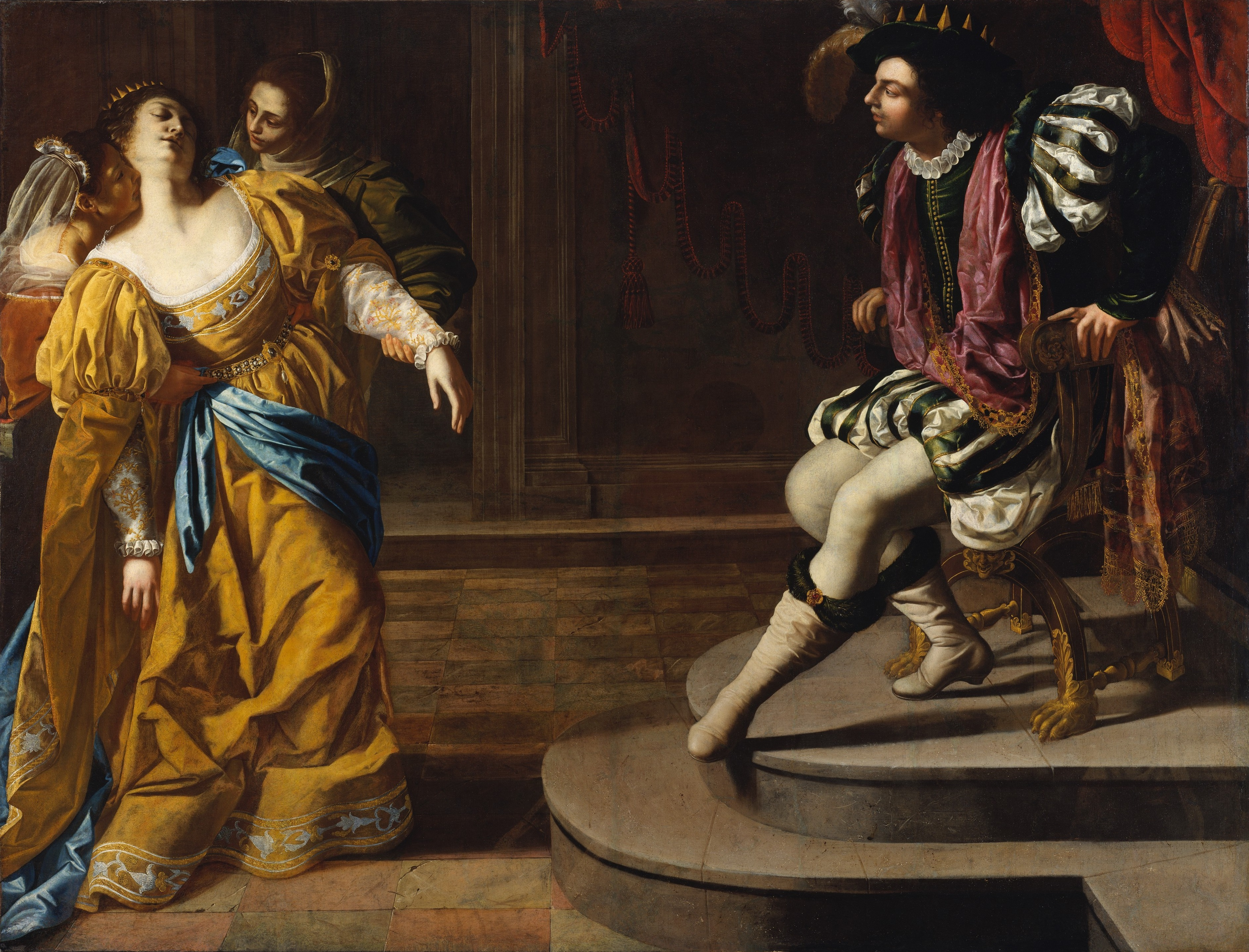
Есфір перед царем
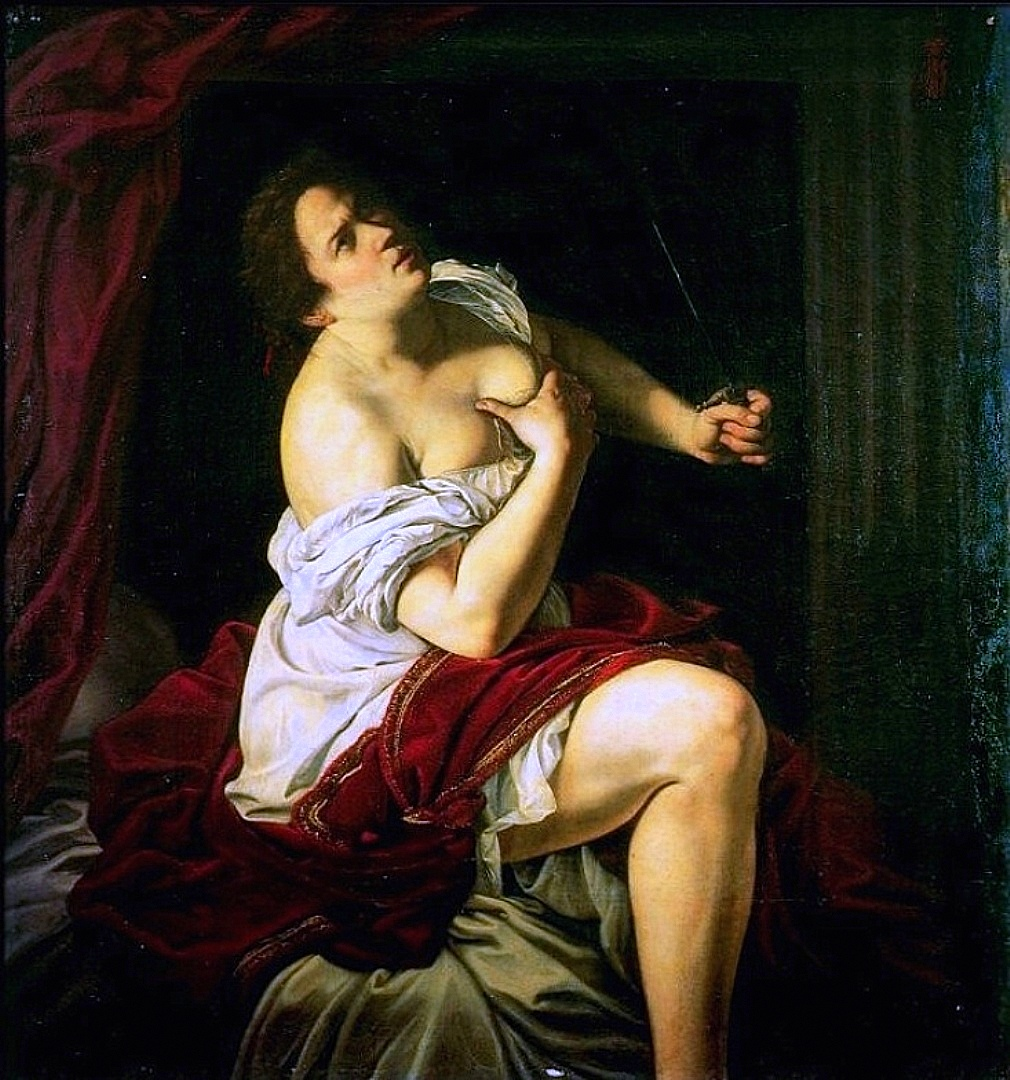
Лукреція
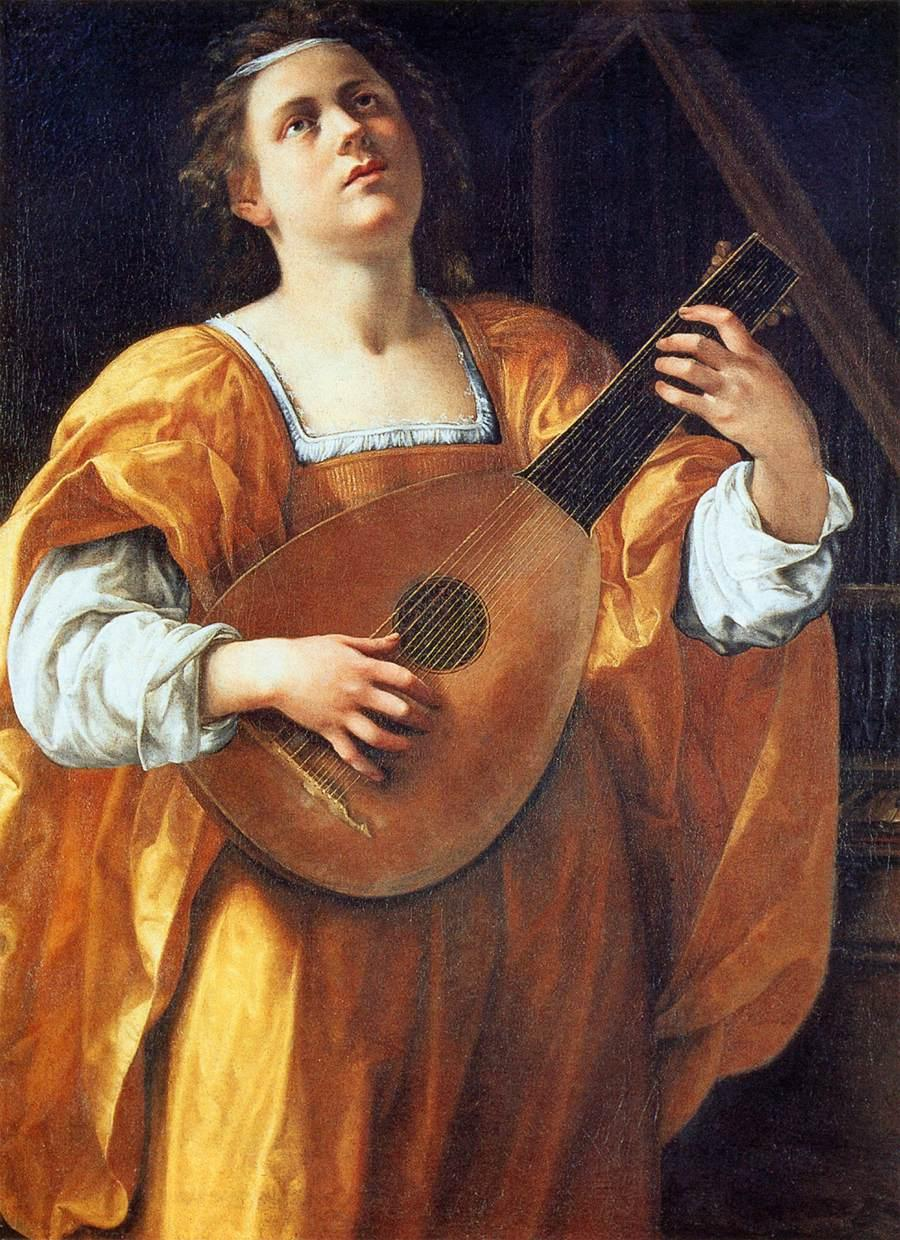
Св. Цецилія з лютнею
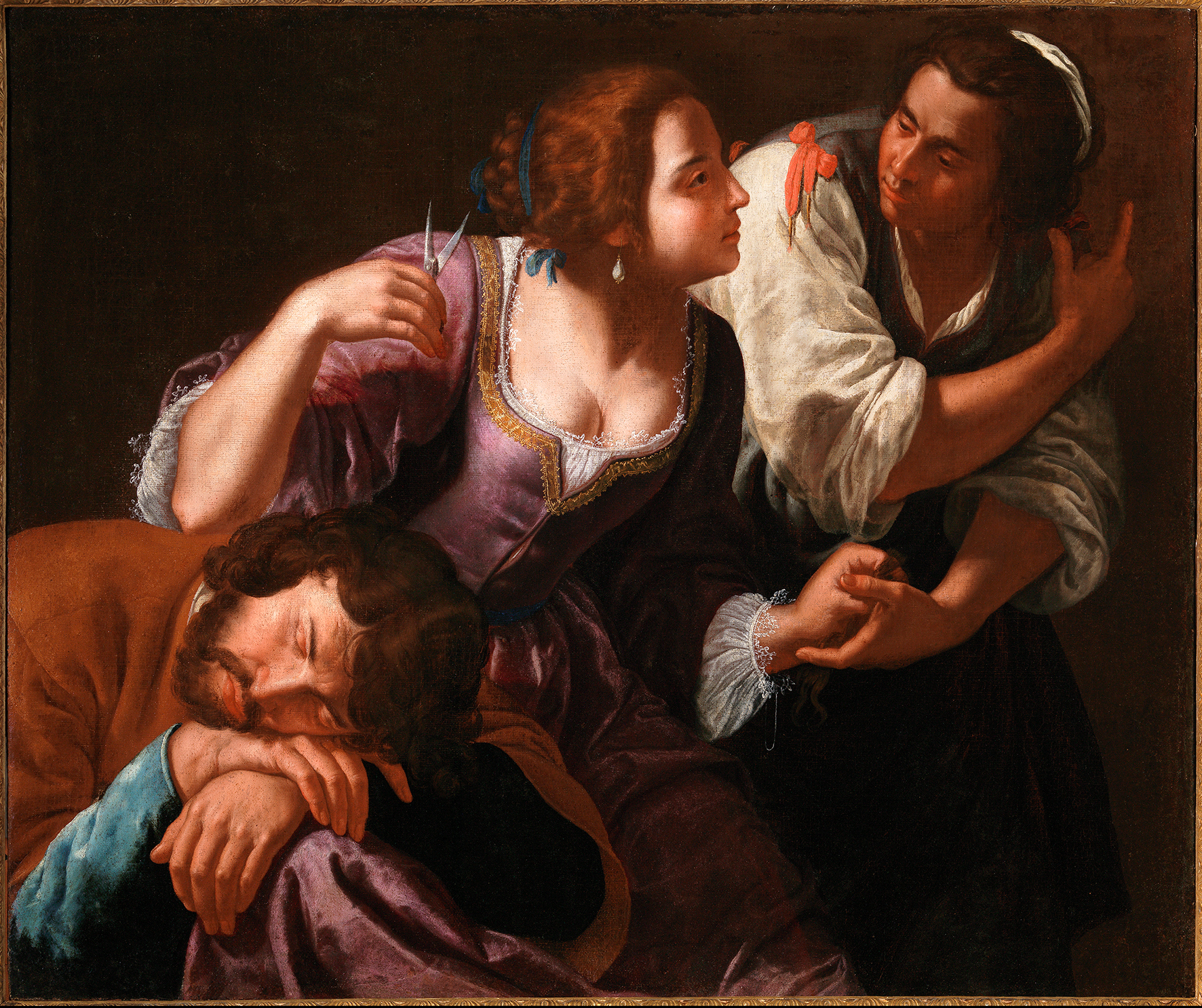
Самсон і Даліла
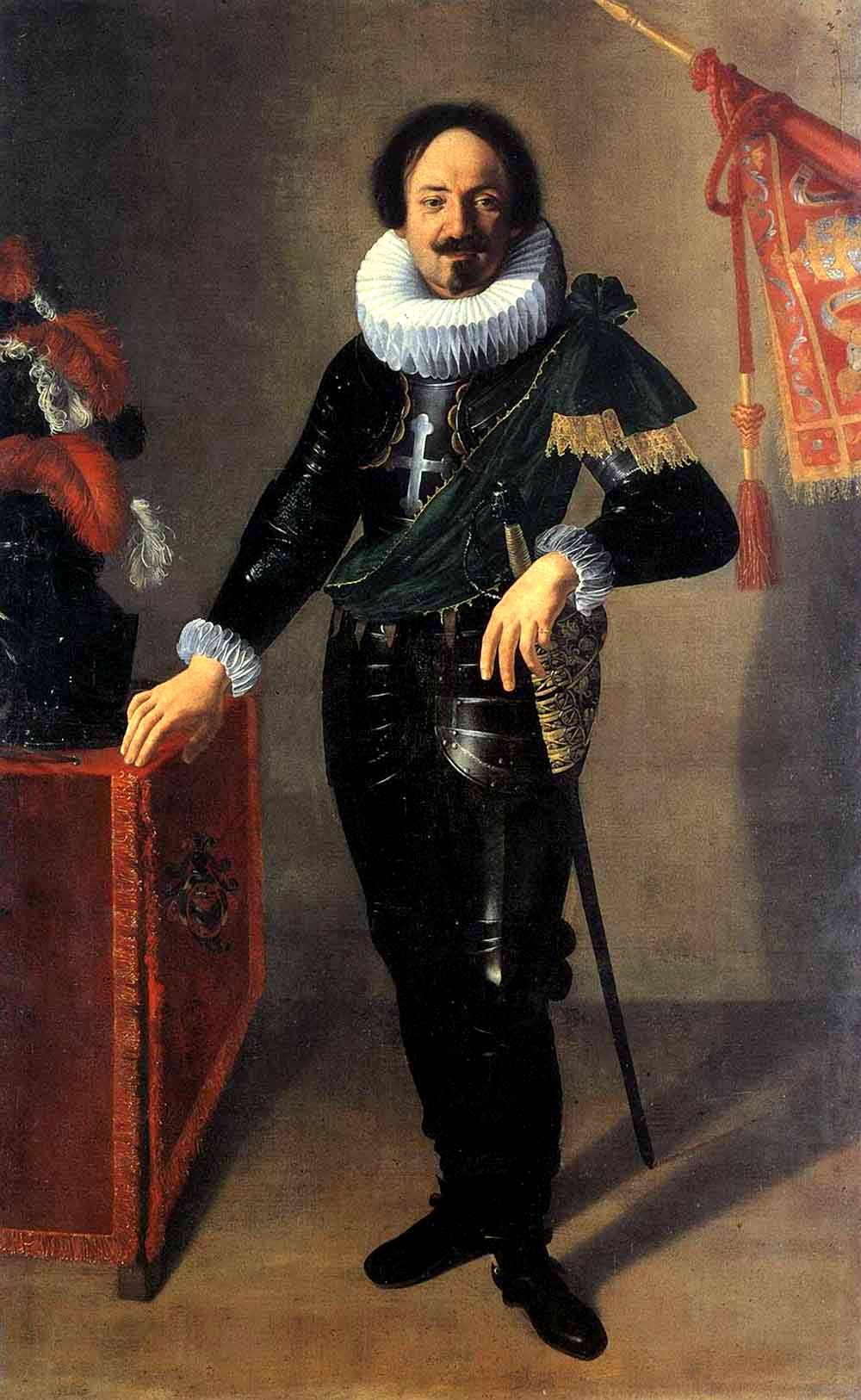
Портрет гонфалоньєра, Палаццо д'Аккурсіо, Болонья
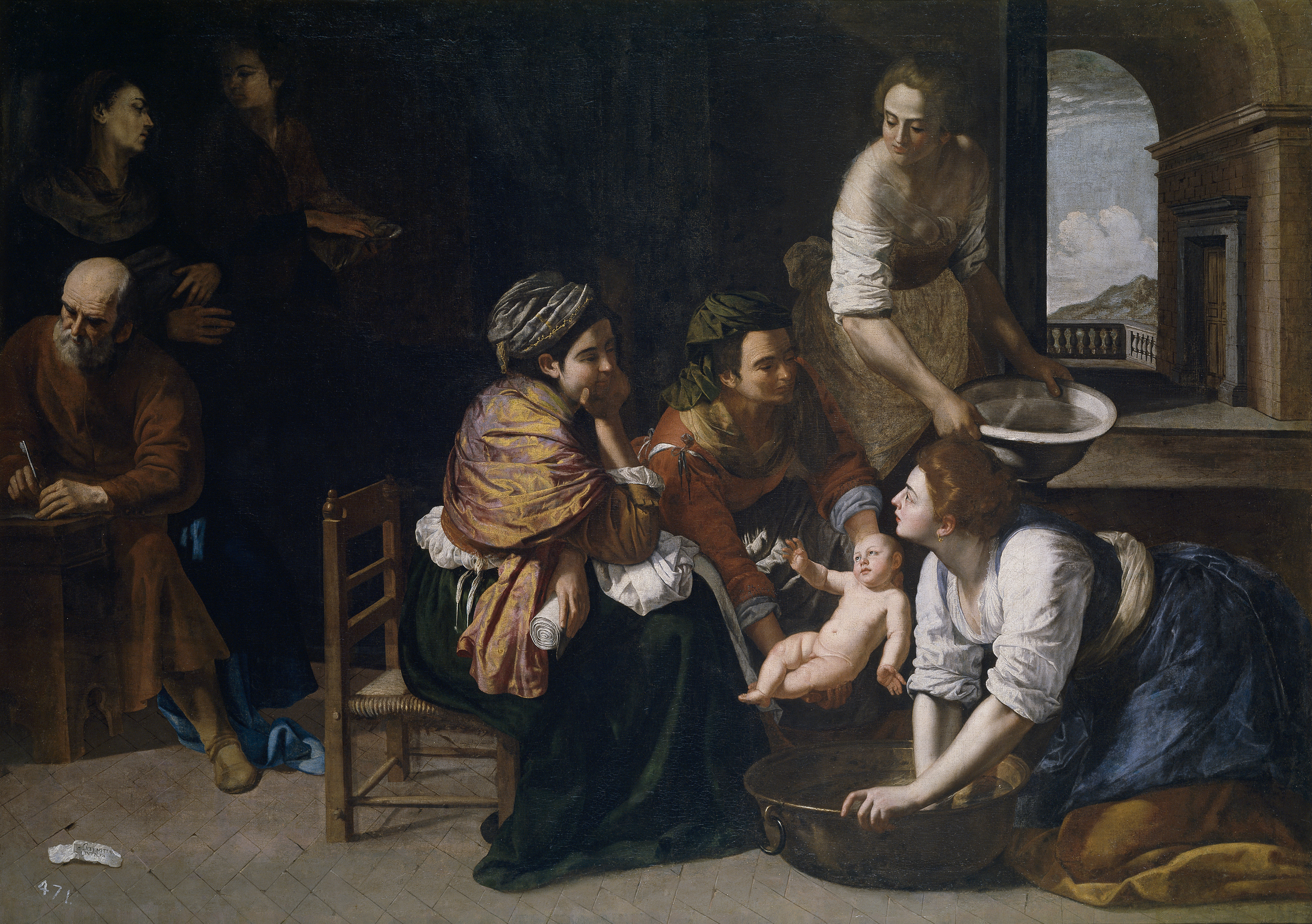
Народження Івана Хрестителя, Національний музей Прадо, Мадрид
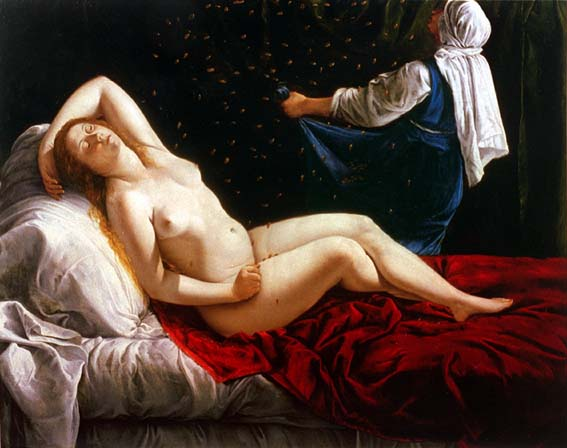
Даная, 1612 р, Художній музей, Сент-Луїс, США
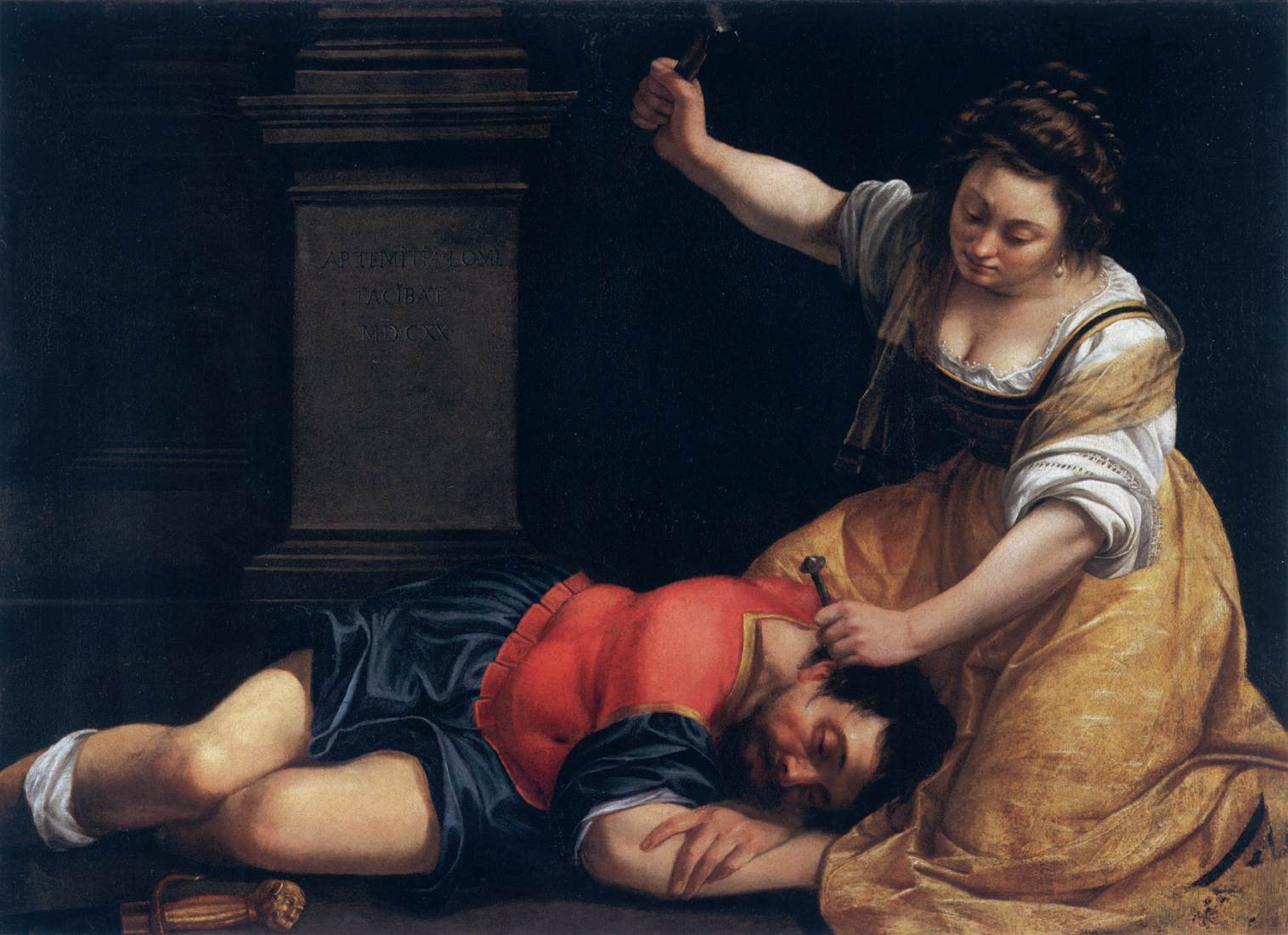
Сміливиця Сісера, 1620 р., Музей образотворчих мистецтв (Будапешт)
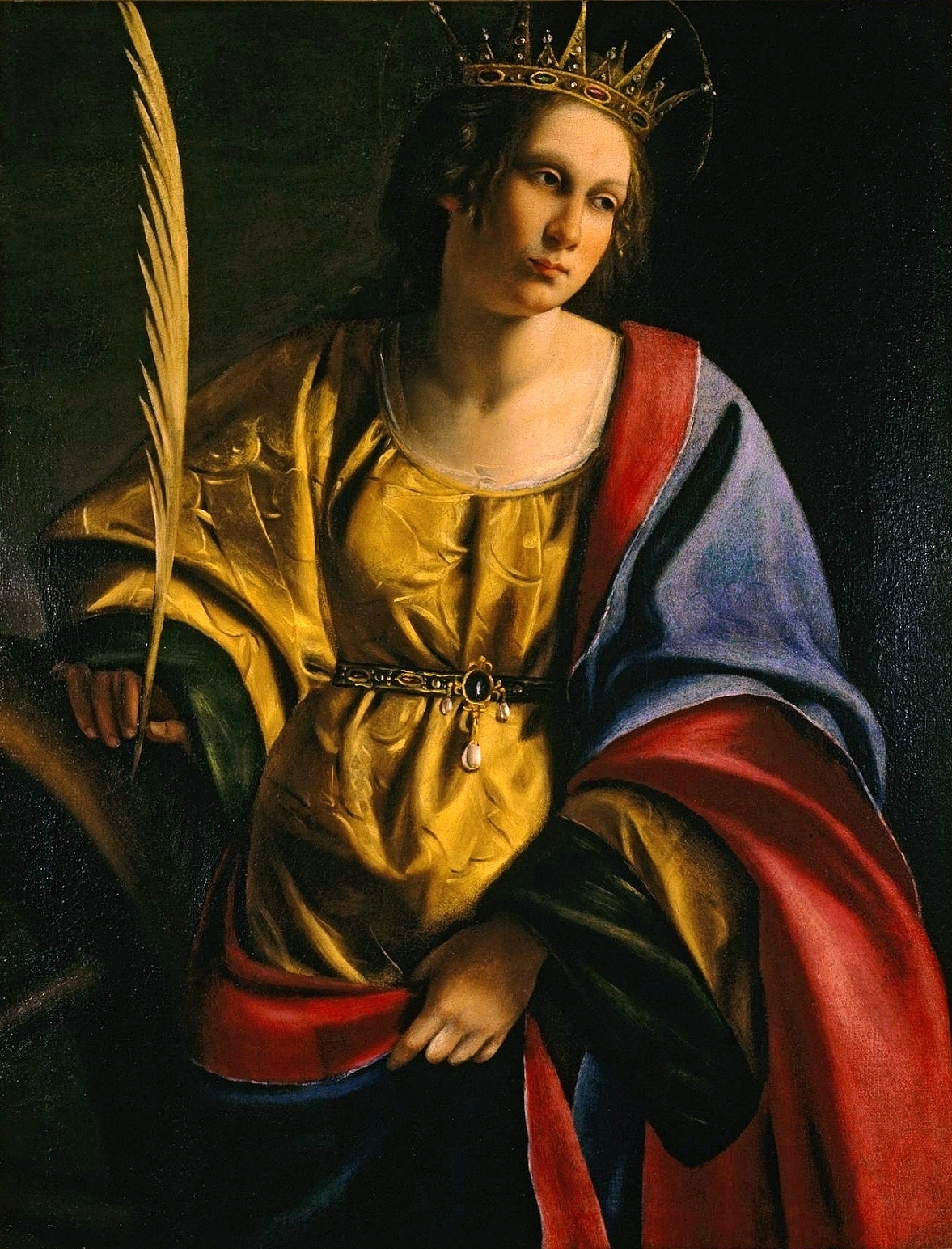
Св. Катерина Александрійська
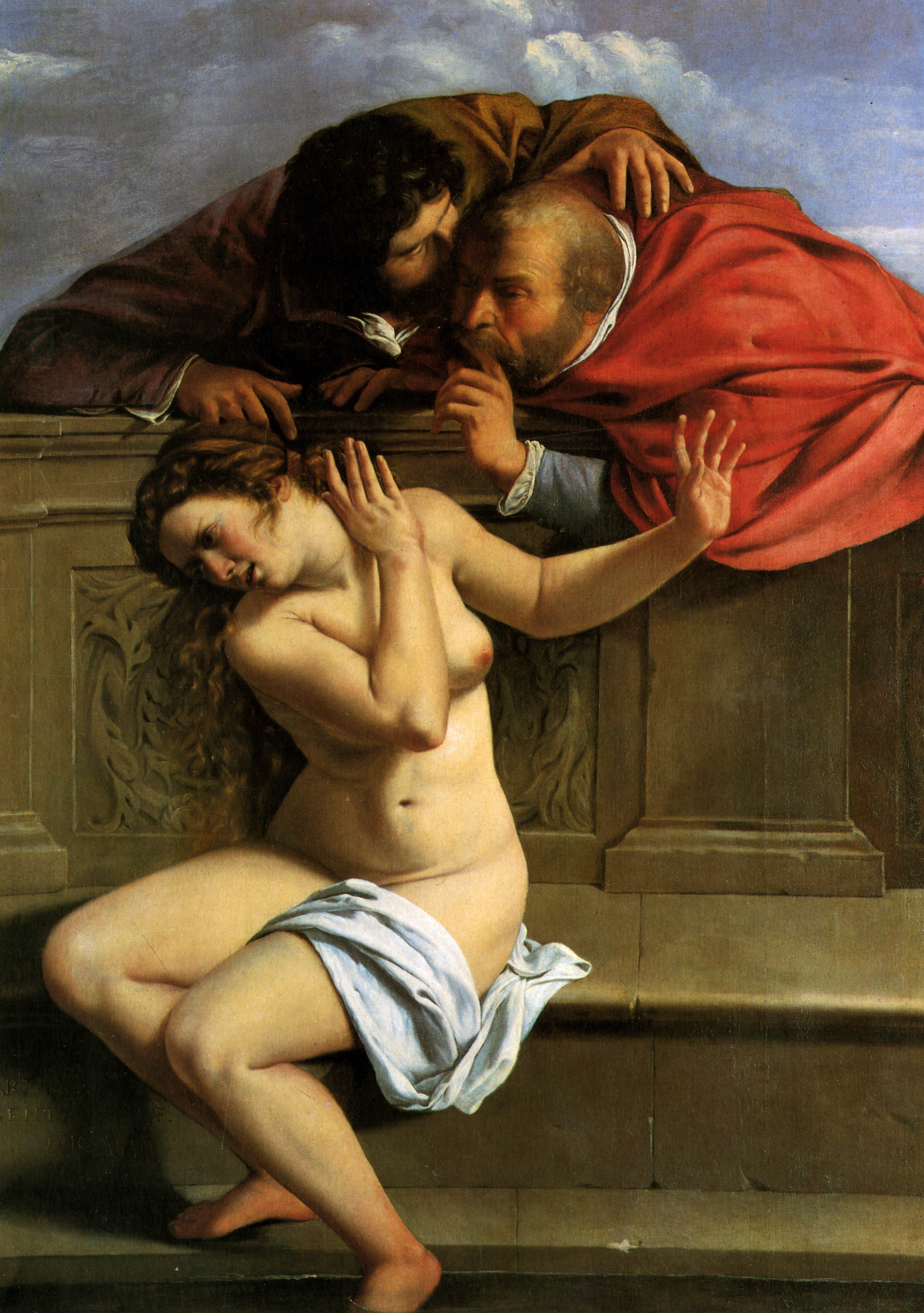
Сусанна і старці
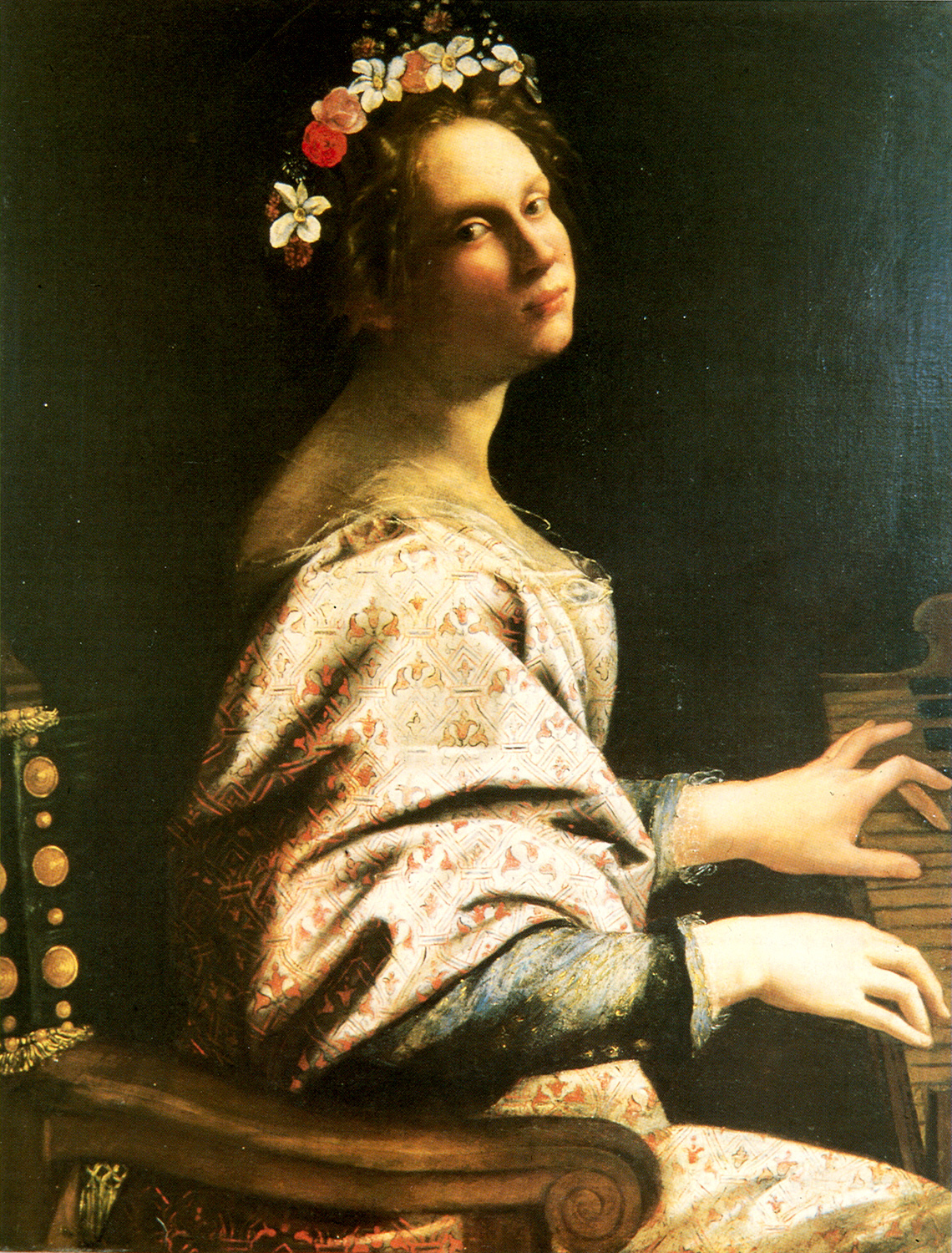
Св. Цецилія
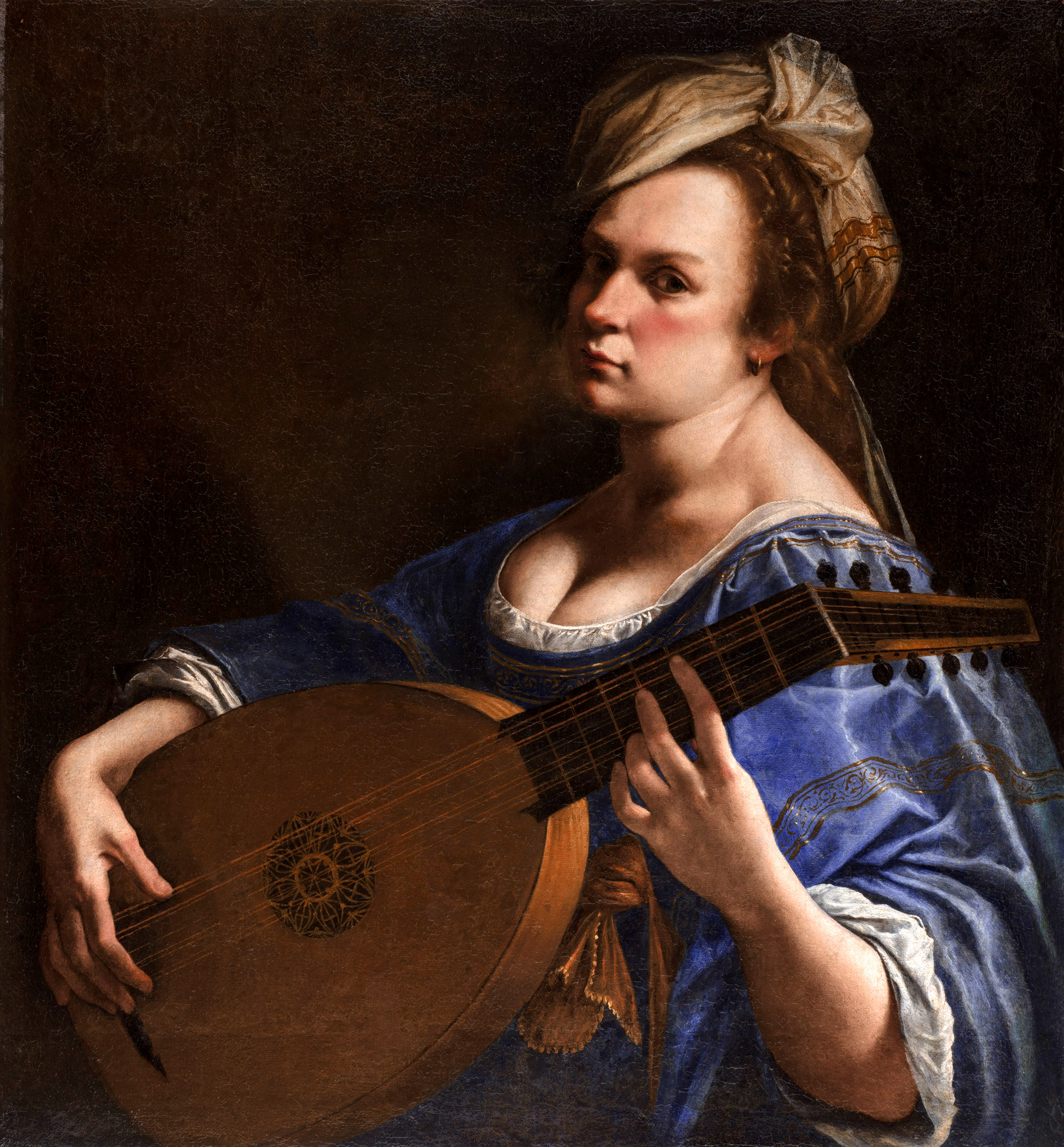
Автопортрет з лютнею
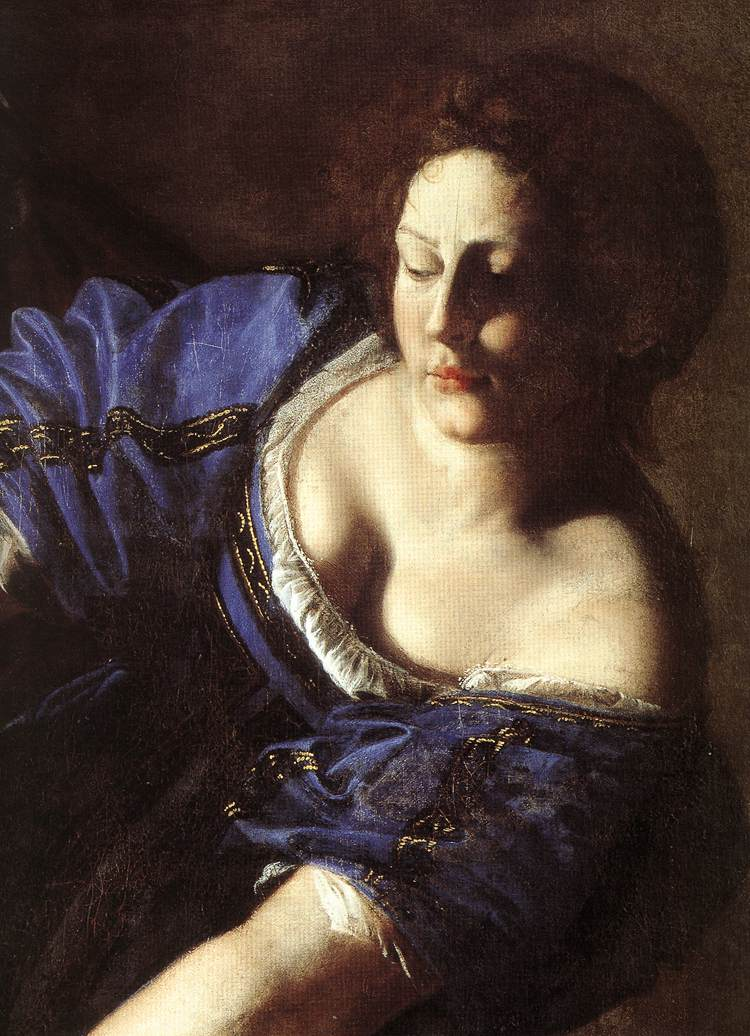
Юдита вбиває Олоферна, фігура Юдити